# Ljasuk Dimitry
Ljasuk Dimitry (Leningrád, Szovjetunió, 1978. augusztus 12.) magyar-ukrán független filmes, környezetvédelmi aktivista, reklámszakember, 2023-tól a Tisza-tó zöld nagykövete.[forrás?]
Elsősorban A Tisza nevében dokumentumfilm, a Jóreménység-sziget mozifilmjéről és környezetvédelmi tevékenységéről ismert magyar-ukrán rendező újnak számít a filmes szakmában. Kifejezésmódja, látásmódja, üzenete eltér a megszokottól: a dokumentarista műfajt egyesíti a klasszikus természetfilmek és művészfilmek stílusával. 2018-ban kezdett bele régi álmába, a filmezésbe – melynek során már nemzetközi hírnévre is szert tett –, a mindennapokban reklámszakemberként dolgozik.

## Élete
A Szovjetunióban, Leningrádban született, magyar édesanyja és ukrán édesapja az orvosi egyetemen ismerkedtek össze. Egyéves korától Magyarországon élt, Tatabányán, Pilisvörösváron, Karcagon, Kisújszálláson, Tiszafüreden és Tiszaörvényen. A gimnáziumot Tiszafüreden végezte, Szolnokon egy évig a Kereskedelmi Főiskolára járt, utána a Gábor Dénes Főiskolára hat évig, de nem fejezte be. Egy évet Los Angelesben tanult. Közgazdászdiplomáját 31 évesen szerezte meg.
Apai nagyanyja kérésére lett szovjet állampolgár, gyermekkora nyarait egy kis ukrajnai faluban, Mizocsban töltötte ukrán nagyszüleinél. A Tisza és a természet iránti szeretetét apjától kapta, aki rendszeresen elvitte a Tisza-tóra horgászni.
Dimitry aktív szervezője és kezdeményezője több közösségi, fenntarthatósági programnak. Minden januárban megrendezi Tiszafüreden a Jeges Fürdés eseményt, amely az évek során egy egészségtudatos fesztivállá nőtte ki magát. 2025-ben több mint ezer ember csobbant vele az egy fokos Tiszában. Tavasszal nagyszabású Tisza-tavi szemétszedési akciókat szervez SOS Tisza-tó néven, civil és vállalati szereplők bevonásával, az MVÜK (Magyar Vállaltvezetők Üzleti Közössége) társszervezésével. 2025. áprilisában több mint 10 tonna hulladéktól szabadították meg három nap alatt a folyót. A Jóreménység-sziget filmjéből inspirálódva, létrehozója és fenntartója a JóreményStég nevű, közösségi pihenőhelynek a Tisza-tavon, amely fő célja, az edukáció és egy olyan ingyenes, rekreációs hely létrehozása, ami mindenkié és mindenki vigyáz rá, gondozza.

## Pályafutása
Dimitry gyermekkora óta vonzódik a fényképezéshez és mozgóképhez. Tíz évesen tanulta meg a fényképezés alapjait, maga hívta elő a negatívokat is. Fiatalkorát meghatározta a festészet, rajzolás és zene szeretete. Húszas évei kezdetén autótervezőnek tanult, ezért is élt Los Angelesben. Magyarországra visszatérve a reklám szakmában helyezkedett el, ahol a mai napig tevékenykedik 2004-ben alapított reklámügynöksége révén.
Alkotói tevékenysége a filmezésben teljesedett ki. Filmes pályafutása 2018-ban kezdődött, első filmjével, melyben a Tisza-tó értékeit mutatta be. A forgatások során szembesült a a környezetet és a folyót sújtó szennyezéssel és szemétproblémával, így elhatározta, hogy filmjeivel és két kezével próbál tenni a probléma ellen.
Úgy gondolja, hogy a mai modern ember eltávolodott a természettől ezért filmjei által újra össze akarja hozni őket. Mottója “Vedd észre, fedezd fel és vigyázz rá” mentén készíti filmjeit. Kézen fogja a nézőt és magával viszi a helyszínre, történetbe és hagyja átélni vele együtt a pillanatot. Dimitry egyedül készíti a filmjeit, az operatőri munkától a szövegíráson át a vágásig. Nem tanulta a filmezést. Kisfilmjeit a Youtube és Facebook oldalán publikálja.
A Tisza nevében dokumentumfilmjét négy országban játszották a televíziók. Jóreménység-sziget első nagyjátékfilmje az utóbbi évek egyik legsikeresebb magyar független filmje lett 2022-ben és a hatodik legnézettebb magyar film volt a mozikban. 2023 júniusa óta pedig a Netflixen és Filmión is elérhető. A Tisza-tó ember alkotta paradicsom, Szedőfi Balázzsal és Fehér Zoltánnal készített közös természetfilmjét pedig 2023. október 5-én mutatják be a hazai mozik.

## Filmjei

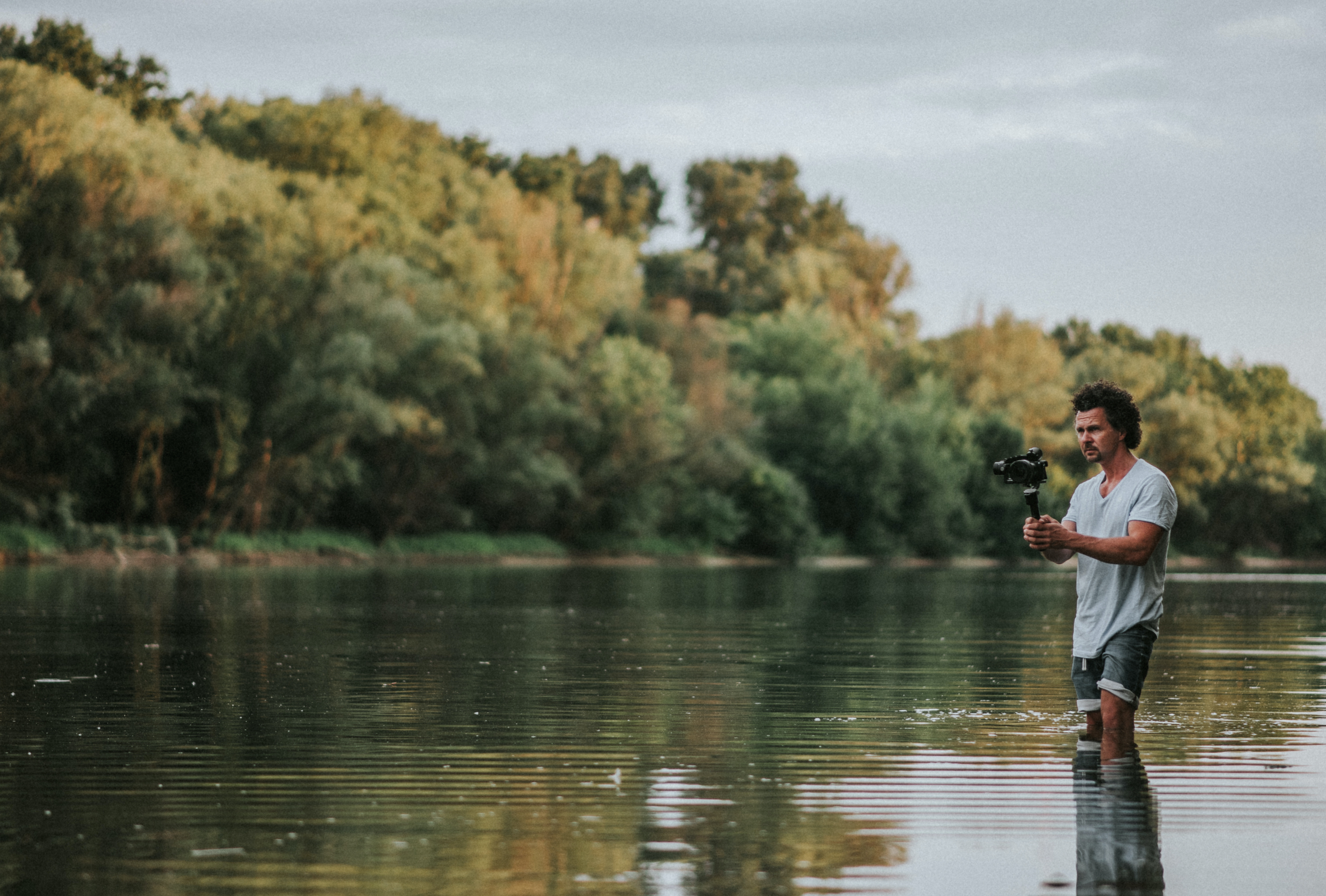
Ljasuk Dimitry forgatás közben (fotó: Keresnyei Vince)

### Kisfilmek
- Tisza-tavi kalandok nyár (2018)
- Tisza-tavi kalandok őszből-télbe (2018)
- Darui invázió a gyönyörű Hortobágyon (2018)
- Meseszép székelyföldi tél (2018)
- Tisza-tavi kalandok tavaszból-nyárba (201.)
- Három nap Pokorny Liával a Tisza-tavon (2019)
- Vadlovak – így készül a hortobágyi mese (2019)
- Duna-Tisza torkolat (2020)
- Karantén-sziget sorozat (2020)
- SOS Ukrajna (2022)
- Norvég fjordok - 10 nap a világ egyik legszebb helyén (útifilm, 2024)

### Környezetvédelmi kisfilmek
- Másfél tonna szemét és hatvan önkéntes (2019)
- Ez a te műved, ember! (2019)
- Meccs a természettel (2019)
- Bolond aki szemetet szed? (2023)
- Szélmalomharc a Tiszán (2024)

### Dokumentumfilmek
- A Tisza nevében 52 perces dokumentumfilm (2021)
- Tisza-tó írott és íratlan szabályok 78 perces ismeretterjesztő dokumentumfilm (2024)

### Nagyjátékfilm
- Jóreménység-sziget 128 perces mozifilm (2022. november 17. országosan mozik, 2023-tól a Netflixen, 2024-től Emirates Airlines összes járatán, 2025-től Dél-Amerika 12 országában)

### Természetfilm
- Tisza-tó az ember alkotta paradicsom 85 perces természetfilm (mozibemutató 2023. okt.5.) Rendezte Szendőfi Balázs, főszereplő, prezentőr Ljasuk Dimitry, colorist Fehér Zoltán

## Díjak és jelölések
- Tisza-tó írott és íratlan szabályok - Online Video & Audio Award, Bronz díj ismeretterjesztő film kategóriában, (Budapest) 2024.
- Jóreménység-sziget - 10 legjobb Közép-Európai film között - East and SouthEast Film Festival, Copenhagen, (Denmark) 2023.
- Jóreménység-sziget - Legjobb forgatókönyv jelölés - Magyar Mozgókép Fesztivál (HU) 2023.
- Jóreménység-sziget - Legjobb független film - Europe Film Festival (UK) 2022.
- Jóreménység-sziget - Legjobb első filmes rendező - Best Istanbul Film Festival (TR) 2022
- A Tisza nevében – szakmai fődíj, fesztivál fődíja – Gödöllői Nemzetközi Természetfilm Fesztivál 2021.
- A Tisza nevében – M5 TV csatorna különdíja – Gödöllői Nemzetközi Természetfilm Fesztivál 2021
- A Tisza nevében – selected, Saptimus Award Amsterdam, 2021.
- A Tisza nevében – finalist, Kosice International Film Festival, Kosice, 2021.
- A Tisza nevében – döntős, Online Video Award, Kreatív magazin 2021.
- Vadlovak – így készül a hortobágyi mese – Kárpát-medencei Filmszemle, természeti értékek rövidfilmek kategória 3. helyezett – Gödöllői Nemzetközi Természetfilm Fesztivál 2020.
- Ez a te műved, ember rövidfilm – Nemzetközi Filmszemle, etud filmek kategória 3. helyezett – Gödöllői Nemzetközi Természetfilm Fesztivál 2020.
- Tisza-tavi kalandok sorozat -  Online Video Award fesztivál, Kreatív magazin, sorozatok kategória Különdíj
- Daruinvázió a csodálatos Hortobágyon - rövidfilm – Kárpát Medence Filmszemle, Fekete István díj – Gödöllői Nemzetközi Természetfilm Fesztivál 2019.
- Másfél tonna szemét és hatvan önkéntes - rövidfilm – Kárpát Medence Filmszemle, környezetvédelmi különdíj – Gödöllői Nemzetközi Természetfilm Fesztivál 2019.
- További 6 kisfilmje pedig “official selection 300” Gödöllői Nemzetközi Természetfilm Fesztiválon 2019 és 2020-ban.

## Kapcsolódó
- Jóreménység-sziget mozifilm weboldala: https://joremenysegsziget.hu/
- JóreményStég Közösségi Pihenőhely weboldala: https://joremenysteg.hu/
- Tisza-tavi Jeges Fürdés weboldala: https://jegesfurdes.hu/
- SOS Tisza-tó szemétszedések weboldala: https://sostiszato.hu/
- Jóreménység-sziget index.hu filmkritika: https://index.hu/kultur/2022/11/14/ljasuk-dimitry-joremenyseg-sziget-igaz-tortenet-fuggetlen-film/
- Jóreménység-sziget 24.hu filmrkitika: https://24.hu/kultura/2023/07/08/joremenyseg-sziget-ljasuk-dimitry-magyar-film-termeszetfilm-kritika-netflix/
- Tisza-tó az ember alkotta paradicsom természetfilm weboldala: https://tiszatofilm.hu/
- A Tisza nevében dokumentumfilm ingyenesen megtekinthető itt: https://www.youtube.com/watch?v=TLyK_aIu3fc
- Filmes közösségi oldala: https://www.facebook.com/dimitryfilms
- Filmes videómegosztó oldala:  https://www.youtube.com/c/ljasuk_dimitry
- National Geographic portré: https://ng.24.hu/termeszet/2019/08/27/elete-a-tisza/
- Saját reklámügynöksége: https://pozitivo.hu/